# РШГ-2
РШГ-2 «Аглень-2» (рос. реактивная штурмовая граната, індекс ГРАУ — 6Г31) — російський одноразовий гранатомет. Розроблений в НВО «Базальт» на основі РПГ-26 «Аглень» і паралельно з потужнішою і важчою гранатою РШГ-1. Призначений для підвищення вогневої сили окремого бійця в умовах сучасного бою.

## Опис
РШГ-2 максимально уніфікована з РПГ-26 по пусковому пристрою і ракетному двигуну. Основна відмінність між ними — це термобарична бойова частина ракети РШГ-2, призначена для боротьби з легкоброньованою технікою, укріпленнями та піхотою противника.
В пусковому пристрої РШГ-2 для збільшення дальності стрільби було змінено лише прицільне пристосування. Пусковий пристрій являє трубу-моноблок зі склопластику. З торців пусковий пристрій закритий гумовими кришками, що руйнуються при пострілі.
Для приведення в бойове положення витягається запобіжна чека і прицільні пристосування приводяться в бойове положення, при цьому зводиться ударно-спусковий механізм, і можна провести запуск гранати натисканням на спусковий важіль. За потреби переведення назад в похідне положення ударно-спусковий механізм знімається з бойового взводу при опусканні цілика прицілу в горизонтальне положення і фіксації його чекою.
Реактивна штурмова граната РШГ-2 являє собою реактивний снаряд з термобаричною бойовою частиною калібром 72.5 мм (інша назва — «боєприпас об'ємного вибуху») і пороховим реактивним двигуном, що повністю відпрацьовує в стволі одноразового пускового пристрою. Реактивний двигун повністю запозичений від РПГ-26, а детонатор — від ТБГ-7. Бойова частина РШГ-2 містить приблизно 1.16 кг паливної суміші, що при підриві паливо-повітряної хмари дає фугасний ефект, аналогічний підриву 3 кг тротилу. Стабілізація гранати на траєкторії здійснюється за допомогою складаних стабілізаторів і наданого ними гранаті осьового обертання.
Дальність прицільної стрільби складає 350 м.
Характерна особливість РШГ-2 — можливість ураження укритої в інженерних спорудах живої сили, в тому числі такої, що знаходиться в засобах індивідуального бронезахисту, навіть при непрямому влучанні в амбразуру.
Реактивна штурмова граната РШГ-2 проламує залізобетонні стіни до 300 мм, і цегляні — до 500 мм завтовшки. Завдяки термобаричним властивостям граната особливо ефективна для знищення живої сили всередині будівель.
У 2000 році РШГ-2 була прийнята на озброєння Російської армії, також її пропонують на експорт.
За механізмом впливу на ціль (вибуховою хвилею і термічним ефектом від підриву розпорошеної в повітрі хмари паливної суміші) дана граната аналогічна реактивному піхотному вогнемету РПО-А, однак в силу іншої класифікації («граната» а не «вогнемет») РШГ-2 стала надходити на озброєння звичайних піхотних підрозділів, а не вогнеметних частин хімічних військ.

## Тактико-технічні характеристики
- Час переведення пристрою з похідного положення в бойове становить 8-10 секунд.
- Калібр, мм 72.5
- Вага, кг 4.0
- Довжина, мм 770
- Початкова швидкість гранати, м/с 144
- Ефективна дальність стрільби, м 250
- Максимальна дальність стрільби, м 350